# Stanley Mazor
Stanley Mazor (Chicago, 22 ottobre 1941) è un matematico e informatico statunitense.
È noto soprattutto per aver sviluppato, insieme a Federico Faggin, Tedd Hoff e Masatoshi Shima, il primo microprocessore commerciale, l'Intel 4004.

## Biografia
Nacque a Chicago, Illinois (Stati Uniti d'America), il 22 ottobre 1941 ma ben presto si trasferì in California, dove frequentò la high school di Oakland, dove si diplomò nel 1959. Successivamente si iscrisse alla San Francisco State University, dove si laureò in Matematica. Durante la frequentazione dell'università conobbe Maurine, che avrebbel sposato nel 1962, e iniziò anche a interessarsi ai computer, imparando a programmare su un IBM 1620 e divenendo assistente del professore di informatica.
Nel 1964 fu assunto, prima come programmatore e poi come progettista di computer, da Fairchild Semiconductor, dove contribuì allo sviluppo del linguaggio di programmazione "Symbol". Nel 1969 lasciò Fairchild per passare alla neonata Intel, dove fu preso come collaboratore di Ted Hoff per portare avanti lo sviluppo del progetto del chipset per una nuova calcolatrice elettronica per la giapponese Busicom. Il gruppo di lavoro, a cui si aggiunsero in seguito anche Federico Faggin e Masatoshi Shima, realizzò nel 1971 il "computer su un chip", ossia l'Intel 4004, universalmente considerato come il primo microprocessore commerciale. Successivamente partecipò allo sviluppo dell'Intel 8008 e, in minima parte, a quella dell'Intel 8080.
Nel 1974 Mazor lasciò gli Stati Uniti per trasferirsi agli uffici Intel di Bruxelles, dove andò a fare assistenza ai clienti nell'uso dei prodotti dell'azienda. Durante gli anni ottanta andò a lavorare presso la Silicon Compiler Systems and Synopsys. Nel 1993 pubblicò un libro sulla progettazione degli integrati intitolato "A Guide to VHDL". Nel corso della sua carriera Mazor ha pubblicato cinquanta articoli. Nel 2008 lavorò presso BEA Systems.

## Riconoscimenti
Con Shima, Hoff e Faggin, Mazor ha ricevuto nel 1997 il "Premio Kyōto per la tecnologia" e con Hoff e Faggin nel 2009 la "Medaglia nazionale di tecnologia e innovazione".